# Даргинцы в Кыргызстане
Даргинцы в Киргизии (кирг. Даргиндер) — этническая группа даргинцев, проживающая в Киргизской Республике. На 1999 год даргинцев в Республике насчитывало 2704 человек. Как и дагестанские даргинцы, киргизские исповедуют ислам и придерживаются шафиитского мазхаба.

## Расселение
| Год  | Численность даргинцев в Киргизии | Среднегодовой темп прироста, % |
| ---- | -------------------------------- | ------------------------------ |
| 1959 | 965                              | —                              |
| 1970 | 1419                             | 3,6                            |
| 1979 | 1890                             | 3,2                            |
| 1989 | 2479                             | 2,8                            |
| 1999 | 2704                             | 0,9                            |

| Распределение по областям, в % | Распределение по областям, в % |
| ------------------------------ | ------------------------------ |
| Баткенская                     | 0,3                            |
| Джалал-Абадская                | 0,5                            |
| Иссык-Кульская                 | 0,7                            |
| Ошская                         | 0,4                            |
| Чуйская                        | 73,7                           |
| Бишкек                         | 24,4                           |

Согласно данным 1999 года, в Киргизии было 2704 даргинцев. Несмотря на то, что после распада СССР многие народы, среди которых армяне, греки и грузины, покинули Киргизию, среди даргинцев численность только увеличивалась на протяжении всего периода, и признаков их интенсивной эмиграции не наблюдалось.
По разным оценкам количество проживающих дагестанцев в целом составляет 15–20 тысяч человек.

## История
Даргинцы начали появляться в Киргизии во времена СССР при коллективизации и раскулачивании населения в 1930-е годы. Из Дагестана в Среднюю Азию были депортированы тысячи человек, в основном даргинцы из Акушинского района. Ссылали авторитетных, уважаемых деятелей, будущих лидеров местного джамаата.
В 30-40-е годы, при советской политике борьбы с религией, спецпоселенцы из Дагестана исламизировали местных кыргызских кочевников.
Как отмечает представитель МЧС РД Джамбулат Маллаев, переселенцы на чужбине сохранили свои традиции.
Многие из тех, кто подвергся депортации, в преклонном возрасте вернулись в Дагестан, а их дети, родившиеся в Средней Азии, связь с Россией поддерживают, но без Киргизии себя не представляют.